# Narodnooslobodilačka fronta (Grčka)
Narodnooslobodilačka fronta (NOF, NF; prijeslov Ethniko Apeleftherotiko Metopo, kraće EAM, grč. Εθνικό Απελευθερωτικό Μέτωπο), bila je masovna politička organizacija otpora (i vlasti). U fronti je vodeću ulogu imala Grčka komunistička stranka (KKE) za vrijeme okupacije Grčke (1941. – 44.). Po mnogo čemu je ova organizacija nalikovala jugoslavenskom Avnoju.